# گل‌ادریسیان
گُل‌اِدریسیان (به انگلیسی: Hydrangeaceae) تیره‌ای از گیاهان گلدار در راسته زغال‌اخته‌سانان است که پراکندگی وسیعی در آسیا و آمریکای شمالی و به صورت محلی در جنوب شرقی اروپا دارد.